# Montpellier Business School
Montpellier Business School és una escola de negocis europea amb seus a Montpeller. Va ser fundada el 1897. MBS se situa entre les escoles de negocis més ben valorades del món: el 2019 va ocupar la seixanta-novena posició a la llista de les millors escoles de negocis europees publicada pel Financial Times. MBS imparteix també un programa de doctorat i diferents programes de màster d'administració especialitzats en màrqueting, finances, emprenedoria i altres disciplines. Actualment té formalitzats més de 180 acords amb escoles associades arreu del món. Els programes de l'escola compten amb una triple acreditació, a càrrec dels organismes AMBA, EQUIS i AACSB. Per l'escola hi han passat més de 17.700 estudiants que després han ocupat llocs de responsabilitat en el món dels negocis i la política, com ara Eric Besson (Ex-ministre francès).